# Recurso de apelação no processo civil brasileiro
No direito processual civil brasileiro, apelação é o recurso processual previsto para ser interposto contra a sentença proferida por juiz de primeiro grau, com ou sem resolução de mérito (art. 1.009 do Código de Processo Civil – CPC Brasileiro). Busca a reforma ou a invalidação da sentenças.
A apelação já era prevista no Código de Processo Civil de 1973, mas teve algumas especificidades alteradas no CPC de 2015.

## Cabimento

### Regra geral
A Apelação pode ser interposta no processo de conhecimento, cautelar e de execução, seguindo os procedimentos comuns, ou seja, ordinário ou sumário, ou algum procedimento especial.
É um instrumento processual destinado a corrigir erro de forma (vício no procedimento) ou reexaminar provas. É um recurso de cognição ampla.
Obs. Nos juizados especiais não é cabível recurso de apelação. Cabe sim recurso inominado no prazo de dez dias. Contudo o novo CPC de 2015 estabelece novo prazo de quinze dias.

### Exceções
Algumas exceções à interposição da Apelação são:
- Sentença proferida por juiz federal de primeiro grau que julga causa entre Estado estrangeiro ou organismo internacional e Município ou pessoa domiciliada ou residente no país (art. 105, inciso II, alínea “c” da Constituição Federal Brasileira de 1988).
- Sentença que julga execução fiscal com valor inferior a cinquenta Obrigações Reajustáveis do Tesouro Nacional – ORTN (art. 34 da Lei nº 6.830/1980).
- Sentença prolatada em ação civil nos juizados especiais cíveis (art. 41 da Lei nº 9.099/95).
- Sentença que decreta a falência cabe agravo (art. 100 da Lei nº 11.101/2005)
- Sentença que homologa conciliação judicial, não cabendo quaisquer recursos.

## Prazo
A Apelação deve ser interposta no prazo de 15 dias úteis (conforme o art. 1.003, § 5º, CPC), contados da ciência oficial da sentença, ressalvados os casos de prazo especial por privilégios da Defensoria Pública e do Ministério Público (prazos em dobro) e da Fazenda Pública, que tem prazo em dobro para contestar e em dobro para recorrer (art. 219, CPC) como também no litisconsórcio, desde que o pólo ativo ou passivo tenha procuradores diferentes, com escritórios distintos (art. 229, CPC). O prazo em dobro previsto no artigo 229 não se aplica aos processos eletrônicos.
A parte contrária pode responder (contrarrazões) a Apelação em 15 (quinze) dias (réplica) (vide art. 1.010, § 1º do CPC).

## Procedimento
A Apelação deve ser interposta mediante uma petição escrita, não sendo aceita a forma oral. A petição deve ser dirigida ao juiz de primeira instância que proferiu a sentença que se pretende reformar (art. 514 do CPC). A parte que interpõe o recurso deve indicar os nomes e a qualificação das partes, os fundamentos de fato e de direito e fazer pedido de nova decisão. A Apelação cível não pode ser genérica, devendo especificar quais os pontos da sentença devem ser anulados ou reformados pelo Tribunal. O recurso deve ser subscrito por advogado com mandato e instruído com o comprovante de recolhimento das custas processuais.
O juiz de primeiro grau deve se manifestar analisando os requisitos de admissibilidade que são o cabimento, a legitimidade e o interesse recursal, a inexistência de fato extintivo ou impeditivo, a tempestividade, a regularidade formal e o pagamento das custas processuais. Deve ainda o juiz declarar os efeitos que recebe o recurso. Em regra, é recebida nos efeitos devolutivo (já que toda a matéria de 1ª instância é devolvida à apreciação do Judiciário) e suspensivo. Será recebida com efeitos meramente devolutivos nos casos de ações de divisão ou demarcação de terras, embargos do executado, interdição, tutela provisória, ações alimentares e decisões em sede de tribunal de arbitragem. 
A Apelação deve conter o pedido para que seja remetida ao Tribunal, onde será distribuída entre as Turmas ou Câmaras Cíveis.
No Tribunal a Apelação é distribuída a um dos Desembargadores que exercerá a função de relator e este fará nos autos uma exposição dos pontos controvertidos sobre o que versar o recurso (art. 549, parágrafo único do CPC). Após, o recurso é remetido ao Desembargador revisor que deve sugerir ao relator medidas ordinatórias do processo que tenham sido omitidas, confirmar, completar ou retificar o relatório e pedir dia para julgamento dos feitos nos quais estiver habilitado a proferir voto (art. 551 do CPC). O processo é incluído na pauta de julgamento que deve ser publicada no órgão oficial de imprensa com antecedência mínima de 48 horas.
Após a leitura do relatório, o presidente da Turma ou Câmara Cível concede a palavra aos advogados do recorrente e recorrido para apresentarem sustentação oral durante o prazo de 15 minutos (art. 554 do CPC).
No julgamento vota primeiro o Desembargador relator, seguido do revisor e do Desembargador vogal. Em seguida, o presidente da Turma ou Câmara divulga o resultado do recurso. A decisão colegiada é registrada em um acórdão.
É importante lembrar que o relator pode monocraticamente rejeitar recursos manifestamente inadmissíveis ou antecipar os efeitos do provimento (art. 557, caput e 1º-A, CPC). Em ambos os casos o recurso cabível, no prazo de 5 dias, é o agravo interno (art. 557, §1º, CPC).
Finalizando, é importante ter conhecimento do teor do art. 515, §3º, do CPC, que positivou a teoria da causa madura: "Nos casos de extinção do processo sem julgamento do mérito (art. 267), o tribunal pode julgar desde logo a lide, se a causa versar questão exclusivamente de direito e estiver em condições de imediato julgamento".

### Dos Efeitos
A apelação no novo Código de Processo Civil (CPC) tem dois efeitos principais: o suspensivo e o devolutivo. Com a recente reforma processual, a apelação tornou-se o único recurso que, por padrão, possui ambos os efeitos. O efeito devolutivo, inerente à apelação, permite que a questão seja reexaminada pela instância superior, mesmo após a sentença ter sido emitida. Assim, a decisão é revisada pelo tribunal acima. Por outro lado, o efeito suspensivo pausa a execução da sentença até que o recurso, como o modelo de apelação, seja avaliado pelo tribunal superior.